# Građanoviće
Građanoviće (en serbe cyrillique : Грађановиће) est un village de Serbie situé sur le territoire de la Ville de Novi Pazar, district de Raška. Au recensement de 2011, il comptait 11 habitants.

## Démographie
| 1948 | 1953 | 1961 | 1971 | 1981 | 1991 | 2002 | 2011 |
| ---- | ---- | ---- | ---- | ---- | ---- | ---- | ---- |
| 83   | 96   | 100  | 90   | 77   | 28   | 19   | 11   |

|  |